# Лукшино (Сафоновский район)
Лукшино — деревня  в  Смоленской области России,  в Сафоновском районе. Население – 21 житель (2007 год)  .  Расположена в центральной части области в 7 км к западу от города Сафонова, в 1 км севернее автодороги М1 «Беларусь», на берегу реки Перемча.  В 4,5 км юго-западнее деревни железнодорожная станция Вышегор на линии Москва — Минск.  Входит в состав Вышегорского сельского поселения.

## История
В 1860-х гг. деревня принадлежала помещице, жене полковника А.А. Ностиц.
В годы Великой Отечественной войны деревня была оккупирована гитлеровскими войсками в сентябре 1941 года, освобождена в 1943 году.